# Aphelinus paramali
Aphelinus paramali is een vliesvleugelig insect uit de familie Aphelinidae. De wetenschappelijke naam is voor het eerst geldig gepubliceerd in 1989 door Zehavi & Rosen.